# Techniscope

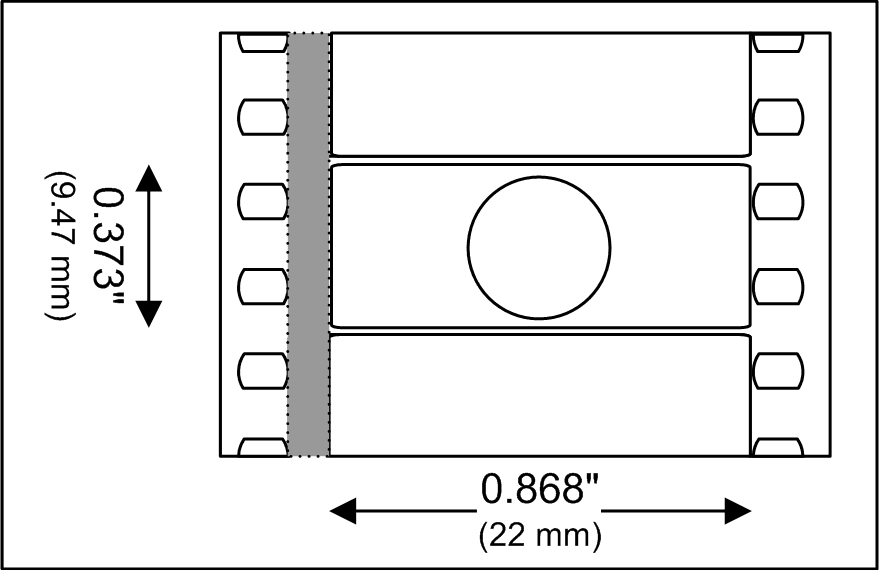
Surface de film utilisée par le Techniscope

Le Techniscope est un format de prise de vues cinématographique consistant à exposer chaque image sur la hauteur de deux perforations d'un film 35 mm au lieu des quatre habituelles. Ce procédé permet un format d'image de 2,33:1 proche de celui du CinemaScope, pour un coût et une qualité d'image moindres puisqu'il utilise deux fois moins de film. 
Le premier film tourné en Techniscope sort en décembre 1960 : La Princesse du Nil, avec Linda Cristal. Sergio Leone l'utilise pour ses films Pour une poignée de dollars (1964), Le Bon, la Brute et le Truand (1966), et Il était une fois dans l'Ouest (1968), Robert Enrico dans Les Grandes Gueules (1965), et plus tard George Lucas l'utilisera pour des raisons économiques et de style pour American Graffiti (1973). James Cameron utilise le procédé en 1997 pour réaliser les vues sous-marines du Titanic, le Techniscope doublant la durée de tournage d’un magasin de caméra, il se révèle idéal pour des prises de vues aux conditions d’accès difficiles.